# Prințesa Alice de Battenberg
Prințesa Alice de Battenberg (Victoria Alice Elizabeth Julia Marie; 25 februarie 1885 – 5 decembrie 1969), a fost mama Prințului Filip, Duce de Edinburgh (soțul reginei Elisabeta a II-a a Regatului Unit).

## Primii ani
Prințesa Victoria Alice Elizabeth Julia Marie de Battenberg s-a născut la Castelul Windsor în Berkshire în prezența străbunicii sale, regina Victoria. Era cel mai mare copil al Prințului Louis de Battenberg și a soției lui Prințesa Victoria de Hesse. Mama ei era fiica cea mare a Prințesei Alice, Mare Ducesă de Hesse, care era a doua fiică a Reginei Victoria. Tatăl ei era fiul cel mare al Prințului Alexandru de Hesse. Cei trei frați ai ei mai mici erau Louise (care a devenit regină a Suediei), George și Louis.
Prințesa Alice și-a petrecut copilăria între Darmstadt, Londra, Jugenheim și Malta. Mama ei a observat că învăța greu să vorbească. În cele din urmă, Prințesa Alice a fost diagnosticată cu surditate congenitală după ce bunica sa a identificat problema și a dus-o la un specialist ORL-ist. Cu încurajarea mamaei sale, Alice a învățat să citească pe buze și să vorbească în engleză și germană. Educată în particular, ea a studiat franceza iar mai târziu, după logodnă, a învățat limba greacă. A fost domnișoară de onoare la nunta lui George, Duce de York (mai târziu regele George V) și a Mariei de Teck în 1893.

## Căsătoria

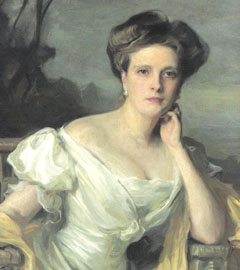
Prinţesa Andrew a Greciei şi Danemarcei, de Philip de László, 1907.
Colecția privată a Prințului Filip, Duce de Edinburgh.

Prințesa Alice s-a îndrăgostit de Prințul Andrew al Greciei și Danemarcei (cunoscut ca Andrea în familie), al patrulea fiu al regelui George I al Greciei și al reginei Olga la încoronarea regelui Eduard al VII-lea al Regatului Unit în 1902 S-au căsătorit civil la 6 octombrie 1903 la Darmstadt. A doua zi au avut loc două ceremonii religioase, una luterană și una ortodoxă.
Prințul și Prințesa Andrew a Greciei și Danemarcei au avut cinci copii:
- Margarita, Prințesă de Hohenlohe-Langenburg (18 aprilie 1905 – 24 aprilie 1981); s-a căsătorit cu Gottfried, Prinț de Hohenlohe-Langenburg; au avut moștenitori;
- Theodora, Marchiză de Baden (30 mai 1906 – 16 octombrie 1969); s-a căsătorit cu Prințul Berthold, Margrave de Baden; au avut moștenitori;
- Cecilie, Mare Ducesă de Hesse (22 iunie 1911 – 16 noiembrie 1937); s-a căsătorit cu Georg Donatus, Mare Duce de Hesse; au avut moștenitori;
- Prințesa Sofia (26 iunie 1914 – 24 noiembrie 2001); s-a căsătorit prima dată cu Prințul Christoph de Hesse; au avut moștenitori; și a doua oară cu Prințul George William de Hanovra
- Prințul Filip, Duce de Edinburgh (n. 10 iunie 1921), căsătorit cu Elisabeta a II-a a Regatului Unit; au avut moștenitori;

## Ultimii ani

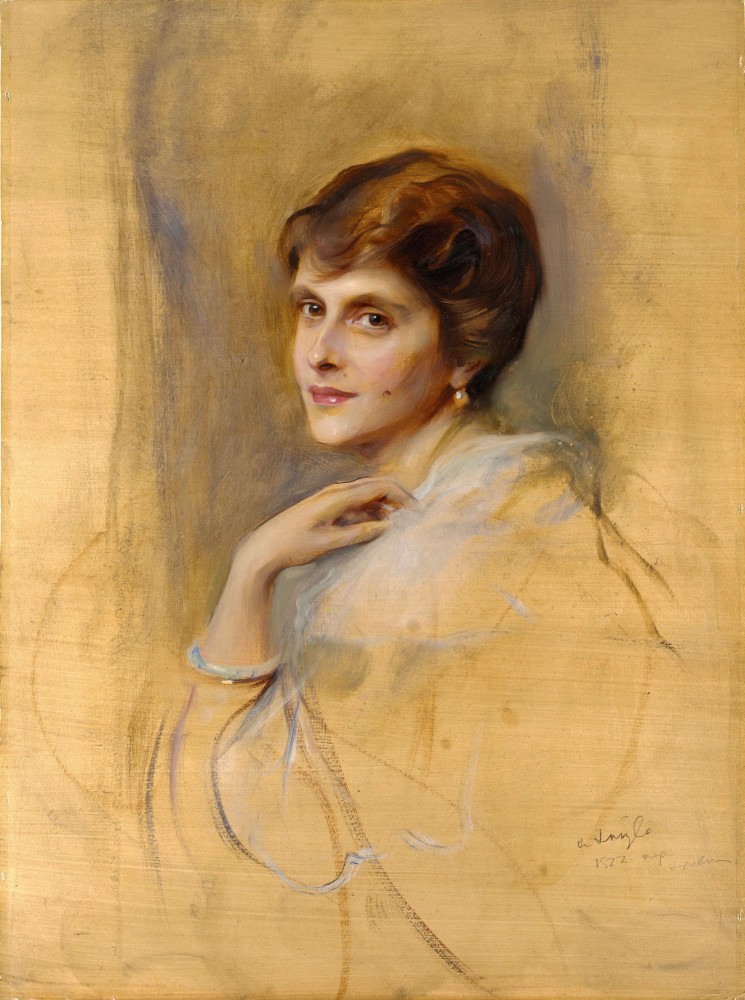
Prinţesa Alice a Greciei şi Danemarcei de Philip de László, 1922.
Colecția privată a Prințului Filip, Duce de Edinburgh.

În 1930 a fost diagnosticată cu schizofrenie și internată într-un sanatoriu. După aceea a trăit separat de soțul său. După recuperare și-a dedicat cea mai mare parte a vieții sale muncii de caritate în Grecia. În timpul celui de-al doilea război mondial a rămas în Atena unde a adăpostit refugiați evrei, pentru care este recunoscută ca Drept între popoare de Yad Vashem. După război, ea a rămas în Grecia și a fondat o asistență medicală de maici după modelul mătușii ei, martira Marea Ducesă Elisabeta Fiodorovna fondat în Rusia în 1909.
Prințesa Alice s-a întors în Marea Britanie în aprilie 1947 la nunta singurului ei fiu, acum Locotenentul Filip Mountbatten cu Prințesa Elisabeta, fiica cea mare și moștenitoarea prezumptivă a regelui George al VI-lea al Regatului Unit nuntă care a avut loc în noiembrie. La ceremonia de la nuntă, Prințesa Alice a fost așezată în partea de nord a Catedralei Westminster în partea opusă locului unde stăteau regele, regina Elisabeta și regina Mary.
În 1960 ea a vizitat India, la invitația fostei ministru al sănătății Rajkumari Amrit Kaur, care a fost impresionată de interesul prințesei pentru gândirea indiană. Vizita a fost scurtată brusc iar cumnata ei, Edwina Mountbatten, care întâmplător trecea prin Delhi în propriul ei tur a trebuit să discute cu gazdele indiene care nu înțelegeau schimbarea de plan a prințesei. Mai târziu prințesa a povestit că a avut o experiență de "ieșire din corp" Edwina și-a continuat turul și a murit luna următoare.
După căderea regelui Constantin al II-lea al Greciei, precum și impunerea de reguli militare în Grecia în 1967, ea a fost invitată de către fiul ei și de nora sa să locuiască la Palatul Buckingham din Londra, unde a murit doi ani mai târziu.